# Raúl Parini
Raúl Parini (La Plata, Buenos Aires, Argentina; abril de 1928 - Ibídem; 8 de mayo de 1989) fue un actor protagonista de numerosos filmes argentinos.

## Carrera
Raúl Parini fue un actor de roles principales y de reparto que se lució notablemente en varias películas argentinas.
En la pantalla grande actuó al lado de primeras figuras de la escena nacional como Lautaro Murúa, Alberto de Mendoza, Olga Zubarry, Walter Vidarte, Carlos Carella, Fernanda Mistral y Maurice Jouvet, entre muchos otros.

## Filmografía
- 1959: Bazan (cortometraje)
- 1960: Shunko
- 1961: Alias Gardelito (Ganador en un festival cinematográfico como revelación masculina)
- 1961: Libertad bajo palabra
- 1962: Los Venerables todos
- 1962: Dar la cara
- 1969: Eloy
- 1972: Operación Masacre
- 1977: La muerte de Sebastián Arache y su pobre entierro
- 1984: Los tigres de la memoria[2]

## Televisión
- 1961: Novelas famosas.
- 1970: Historias para no creer.[3]

## Radio
1950: La intrusa, drama de Mauricio Maeterlinck. Aquí formó parte de la Agrupación Teatral de la Provincia, que dirigió Alejandro de lsusi, y se emitió por Radio Universidad de La Plata. El elenco estuvo integrado también por Delia Byrne y Beatriz Gaspar.

## Teatro
- El gran Dios Brown (1950).
- Hamblet (1955), estrenada en el Teatro Nacional Cervantes.[4]
- Las moscas (1970), junto con Ana María Picchio.